# Yibrán Jalil Yibrán
Yibrán Jalil Yibrán (en árabe: جبران خليل جبران بن ميخائل بن سعد‎, Ŷibrān Jalīl Ŷibrān ibn Mijā'īl ibn SaꞫd; Bisharri, 6 de enero de 1883-Nueva York, 10 de abril de 1931) fue un poeta, pintor, novelista y ensayista libanés. Es conocido como "el poeta del exilio".

## Transliteración del nombre
La ortografía de su nombre más conocida procede de la transcripción inglesa Khalil Gibran del original árabe جبران خليل. La transcripción empleada usualmente en español en las ediciones de la obra de este autor es Gibrán Jalil Gibrán, aunque las recomendaciones de romanización de la Fundéu conduzcan a las transcripciones Yibrán Jalil Yibrán o Yubrán Jalil Yubrán.

## Biografía

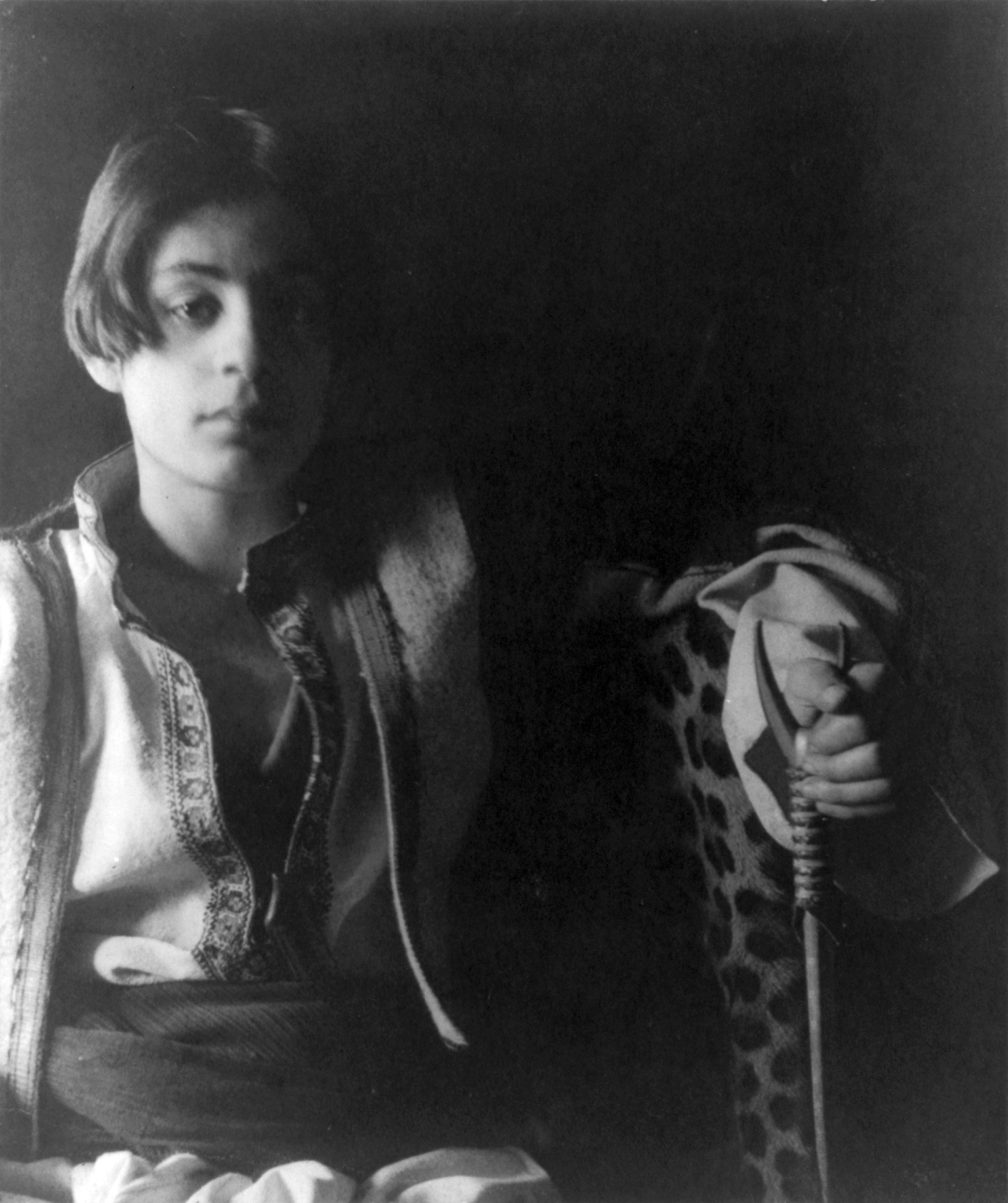
Gibran Khalil Gibran Rahme.

Nació en 1883 en la aldea libanesa de Bisharri, en el seno de una humilde familia maronita. En cuanto a su primera educación escolar, ésta comienza en la Escuela elemental de Bisharri. Era el segundo de cuatro hermanos (Boutros, Marianna y Sultana), vivió con ellos hasta los once años, cuando gran parte de su familia emigra a Estados Unidos en busca de nuevas oportunidades para trabajar y vivir. Antes de ese viaje, aprende de otras personas, entre ellas su abuelo materno, el conocimiento del arte y del saber universal, que fueron base para la literatura y la pintura. Ya desde pequeño se revela como artista, tanto en el plano literario como en el pictórico.
Se estableció con su familia en Boston, Massachusetts. Con el tiempo aprendió y cultivó con devoción el inglés, lengua que haría famosas sus novelas, aunque no olvidó el árabe, que perfeccionó tras su regreso a Líbano en 1898 hasta 1902. En Beirut frecuentaba el centro religioso maronita y nacional, Bayt Aljicma. Aprendió francés y empezó a forjarse un estilo literario sutil, elegante y fino. Durante esa estancia en su país natal, destaca por su habilidad en el dibujo y nace en él la idea de escribir un libro, El profeta, que con el tiempo sería su obra cumbre. Volvió a Boston y comenzó a publicar en árabe obras que ponen de manifiesto su peculiar estilo. Su habilidad con el dibujo y la pintura lo llevó a crear obras tan importantes que se exhibieron en varias partes del mundo y llegaron a compararse con trabajos de Auguste Rodin o William Blake.
Deseoso de ampliar estilos, marcha a París en 1904 y se instala en Vaugirard hasta 1910. Conoce y vive el ambiente cultural y artístico del París de la época. En 1910 vuelve a Boston. Funda en 1911 una especie de agrupación político-social que se propone luchar en contra de la tiranía y la opresión en Oriente. Se traslada a la ciudad de Nueva York. En 1912 sale a la luz el libro Las alas rotas que había comenzado en 1906. Sus primeros textos los publica en la revista libanesa Al-Manarah, fundada por el propio Yibrán junto a Youssef Howayek. Inicia también en esa época una serie de viajes por Europa que enriquecerán su bagaje cultural.
Trabaja para la revista Alfunun y, después de la desaparición de esta, para Alsaih. Precisamente alrededor de esta revista va a ser donde se conforma la agrupación literaria más importante de toda la literatura del mahyar, la Liga Literaria, fundada como tal el cuatro de abril de 1920 y en la que destacan entre sus miembros: Gibrán, Nuayma, Nasib Arida, Rasid Ayyub. Gibrán, concienciado y en plena época de apogeo fecundo, comienza a publicar en inglés. Será un periodo que le otorgará fama mundial. Gibrán trabaja en la redacción de El profeta, que finalmente logra publicarse en 1923 con éxito total e imágenes de su propia autoría. Antes había publicado El loco y posteriormente El precursor. En esa época, malos presentimientos le invaden el alma y desea retornar a su patria. Su salud entonces decae constantemente hasta el final de su vida. Se casó con la mujer de sus sueños y siempre la amó hasta que murió. Obtendrá cierto reconocimiento social a partir de 1925, con lo que mejorarán sus condiciones de vida.
Muere en 1931 en Nueva York a los cuarenta y ocho años de edad.

## Aspectos literarios

### Estilo y temas recurrentes
Yibrán fue un gran admirador del poeta Francis Marrash, cuya obra había estudiado en Beirut. Según el orientalista Shmuel Moreh, la propia obra de Yibrán tiene reminiscencias del estilo de Marrash, muchas de sus ideas y a veces incluso la estructura de algunos de sus libros. Para Suheil Bushrui y Joe Jenkins, el concepto de amor universal, en particular, dejó una «profunda impresión» en Yibrán. La poesía de nuestro autor suele utilizar un lenguaje formal y términos espirituales, como revela uno de sus poemas: «Pero que haya espacios en su unidad y que los vientos de los cielos bailen entre ustedes. Ámense los unos a los otros, pero no formen un vínculo de amor: que sea un mar en movimiento entre las orillas de sus almas».
Muchos de los escritos de Yibrán tocan el cristianismo, especialmente en cuanto al amor espiritual. Pero su misticismo es una convergencia de varias influencias diferentes: el cristianismo, el islam, el judaísmo y la teosofía. Escribe: «Ustedes son mis hermanos y los amo. Los amo cuando se postran en sus mezquitas, se arrodillan en sus iglesias y oran en sus sinagogas. Ustedes y yo somos hijos de una sola fe: el espíritu».

### Recepción e influencia
El libro más conocido de Yibrán es El profeta, compuesto de veintiséis ensayos poéticos. Su popularidad aumentó notablemente durante la década de 1960 con la contracultura americana y más tarde con el florecimiento de los movimientos New Age. Desde su primera publicación, en 1923, nunca ha estado fuera de impresión. Habiendo sido traducido a más de cuarenta idiomas, fue uno de los best-sellers del siglo XX en los Estados Unidos. 
Elvis Presley quedó profundamente impresionado por El profeta después de recibir su primer ejemplar en 1956. Según se cuenta, leyó pasajes a su madre y a lo largo de los años regaló copias de El profeta a sus amigos y colegas. Las fotografías de sus notas manuscritas bajo ciertos pasajes a lo largo de su ejemplar están disponibles en varios sitios web de museos. Una de sus frases más destacables está tomada de Arena y espuma (1926): «La mitad de lo que digo no tiene sentido, pero lo digo para que la otra mitad pueda alcanzarlos». Esta frase fue tomada por John Lennon y empleada, aunque ligeramente modificada, en la canción «Julia» de The Beatles. David Bowie menciona a Gibrán en la canción «The Width Of a Circle», de su álbum The Man Who Sold the World (1970). Bowie utilizó al autor como una «referencia hippie», porque el libro Lágrimas y sonrisas de Gibrán se volvió popular en la contracultura hippie de los años 60. En 2016 la fábula de Gibrán Sobre la muerte fue compuesta en hebreo por Gilad Hochman para soprano, turbo y percusión, y estrenada en Francia con el título Río del silencio.

## Puntos de vista religiosos
Gibrán nació en una familia cristiana maronita y se educó en escuelas maronitas. Fue influido no solo por su propia religión sino también por el islam y especialmente por el misticismo sufí. Su conocimiento de la sangrienta historia del Líbano, con sus destructivas luchas fraccionales, fortaleció su creencia en la unidad fundamental de las religiones que sus padres le inculcaron acogiendo a personas de distintas religiones en su hogar. Influyeron también en su obra temas como el arte islámico/árabe, el clasicismo europeo y el romanticismo (William Blake y Auguste Rodin), la hermandad prerrafaelita y, más modernos, el simbolismo y el surrealismo. Las grandes influencias personales de Gibrán incluyen a Fred Holland Day, Josephine Preston Peabody —quien llamó al autor un «profeta»— y Mary Haskell, su mecenas.
Gibrán mantuvo una serie de encuentros con el bahaísmo. Juliet Thompson, quien conoció personalmente al poeta, relató varias anécdotas relacionadas con él. Recordó que Gibrán había conocido a Abdul-Bahá, el líder de la religión en el momento de su visita a Estados Unidos, hacia 1911-1912. Gibrán no pudo dormir la noche antes de conocerlo en persona para dibujar su retrato. De acuerdo con Thompson, a lo largo de toda su escritura de «Jesús, el Hijo del Hombre», Gibrán pensó en Abdul-Bahá. Años más tarde, después de la muerte de Abdul-Bahá, dio una charla sobre religión con los bahais y, en otro evento, al ver una película sobre Abdul-Bahá, proclamó en lágrimas una exaltada alabanza de Bahá y dejó el evento llorando. Un conocido erudito sobre Gibrán, el libanés Suheil Bushrui, también bahai, publicó más de un volumen sobre él y ocupó la Cátedra Khalil Gibran para los Valores y la Paz de la Universidad de Maryland, y ganó el Premio Juliet Hollister del Templo de la Comprensión.

## Pensamiento político
Gibrán no era en absoluto un político. Solía decir: «no soy político ni deseo serlo» y «me alejo de los acontecimientos políticos y las luchas de poder, pues toda la tierra es mi patria y todos los hombres son mis compatriotas».
No obstante, vindicó el árabe como lenguaje nacional de Siria, considerando a esta desde un punto de vista geográfico, no político. Cuando Gibrán conoció a Abdul-Bahá, quien había viajado a Estados Unidos en parte para promover la paz, admiró sus enseñanzas sobre la paz, pero advirtió que «las naciones jóvenes como la suya» deben ser liberadas del control otomano. Además, en estos años escribió su famoso poema «Pobre de la nación», publicado póstumamente en El jardín del profeta.
Cuando los otomanos fueron finalmente expulsados de Siria durante la Primera Guerra Mundial, Gibrán bosquejó un eufórico dibujo titulado «Siria Libre», que luego fue impreso en la portada de la edición especial del periódico libanés al-Sa’ih. En un borrador de una obra de teatro, expresó su deseo de la independencia y el progreso del Líbano. Esta obra, según Khalil Hawi, «define la creencia de Gibrán en el nacionalismo sirio con gran claridad, distinguiéndola del nacionalismo libanés y árabe, y mostrándonos que el nacionalismo vivió en su mente, incluso en esta última etapa, al lado del internacionalismo».

## Cronología destacable
1883, 6 de enero: Nace en la ciudad de Bisharri, al norte de Beirut, el escritor, artista y poeta libanés Gibran Kahlil Gibran, en el seno de una familia cristiana maronita modesta, en la que destacaba una madre cariñosa cuyo afecto y recuerdo guardó hasta el fin de sus días. Los datos más acusados de su personalidad de niño fueron su tranquilidad, sensibilidad y su afición al dibujo.
1895 Emigra a los Estados Unidos con su madre, Kamile Rahme (que fallece en 1903). En Boston, donde la familia reside en un barrio miserable, Gibran estudia en la escuela pública.
1898 Regresa a Beirut con un conocimiento rudimentario del árabe. Pasa 3 años en Dar al-Hikma (colegio de la ciencia) aprendiendo árabe y francés.
1901 Vuelve a Washington, pasando por París.
1902 Viaja de nuevo a su patria acompañando a una familia americana como guía. Pero la enfermedad de algunos parientes y la muerte de su hermano determinan su regreso a Washington. Trabaja entonces maquetando portadas de libros y comienza a vender sus dibujos y a llamar la atención como artista.
1904 Expone sin éxito sus dibujos y colabora como corresponsal en el periódico Al-Muhayir, publicado en Nueva York. Es entonces cuando nace su relación casi filantrópica con Mary Haskell.
1905 Publica su libro La música, compuesto de poemas místicos en prosa y considerado como su primera obra literaria en lengua árabe.
1906 Publica Las ninfas de los valles, también en árabe. Esta obra es esencialmente un ataque a las instituciones eclesiásticas entonces existentes, con lo cual se ganó entre los árabes una fama de escritor revolucionario que rechazaba la tradición y la realidad corrupta que vivía.
1908 Publica Espíritus rebeldes, obra en la que aboga por una espiritualidad, pero atacando a la Iglesia y a los clérigos.
1908-1910 Permanece estudiando en París. Aunque en estos años se respiraba la corriente cubista que tanto preocupaba y era discutida en los medios europeos de vanguardia, no le influyó lo más mínimo. Fue entonces cuando conoció a Auguste Rodin y leyó mucha literatura europea en general, en particular poetas románticos como William Blake, que ejerció en él gran influencia. Además estudió filosofía alemana, concretamente a Nietzsche que le impresionó profundamente aunque de forma pasajera.
1910 Al concluir la Conferencia Árabe de París regresa a Boston y funda la sociedad al-Halaga al-Dahabiyya (El eslabón de oro), de carácter político, cuyo objetivo era liberar a los árabes del dominio otomano.
1912 Muere su padre en el Líbano. Publica su relato autobiográfico Las alas rotas y comienza con la famosa escritora árabe May Ziyadah, una correspondencia que duró 20 años y concluyó con la muerte de Gibran.
1914-1917 Realiza tres exposiciones.
1918 Publica su libro de poemas filosóficos Los cortejos y su primer libro en inglés The Madman (El loco), lo que no impide que siga publicando en árabe.
1919 Publica una colección de dibujos en un libro titulado Veinte dibujos, de estilo simbolista con rasgos románticos.
1920 Se funda, bajo su presidencia, la sociedad literaria Al-Rabitah al-Qalamiyah (La Liga Literaria), cuya influencia en la literatura árabe fue decisiva.
1921 Publica su primera obra mística de tendencia dramática Iram, la de las columnas.
1923 Publica Maravillas y novedades, un libro de retratos figurados de algunos filósofos y poetas árabes. Ese mismo año publica El profeta, su obra más conocida, que causó y sigue causando un gran impacto.
1926 Publica Arena y espuma, conjunto de máximas y exhortaciones, algunos de cuyos fragmentos recuerdan a Blake tanto en la forma como en el contenido. Por esta época se embarca en una aventura financiera en la que pierde todo su dinero. Deja de escribir y se dedica a la pintura para cancelar sus deudas. A pesar de las penalidades económicas que produjeron un desmoronamiento en su salud, continuó escribiendo.
1928 Publica Jesús Hijo del Hombre, creación imaginaria de la vida del Mesías, al que concibe como gran milagro del hombre que le enseñó a amar a quienes lo odiaban, que le trajo la paz. Este libro es una materialización del amor que unifica toda la creación. Su correspondencia de esta época denota un gran cansancio debido a la enfermedad que lo abatió, así como a una gran nostalgia de su tierra, aunque creía que podía llevar a cabo en Nueva York una mayor actividad creativa que en el Líbano. A pesar de que sabía que iba a morir joven no temía a la muerte, sino que la consideraba como una liberación de este mundo cargado de dolor.
1931, 10 de abril: Muere en Nueva York tras publicar Los dioses de la tierra”. El 21 de agosto del mismo año su cuerpo es trasladado a Beirut y enterrado en Mar-Sarkis (Bisharri).

## Caracterización literaria
Diversas son las corrientes tanto en lo filosófico como en lo más puramente artístico y religioso, que se dan cita en nuestro creador. Su espíritu originario y genuinamente oriental va a empaparse de todo lo visto, sentido y oído, procurando aprender en todo momento para llegar a la piedra angular de toda su obra: el ser humano.
Diferentes tendencias aflorarán en sus escritos, pero las propias experiencias vividas van a desempeñar un papel preponderante a la hora de forjar una filosofía propia. En la etapa libanesa ha de encuadrarse su carácter rebelde, la manifiesta crítica social que impregna sus escritos. La etapa americana supone una ampliación cultural, a través del descubrimiento de artistas ingleses y norteamericanos. Por último, Europa, su estancia en la capital francesa hace que se amplíen sus horizontes tanto culturales como vitales. Junto a Nietzsche, Buda será uno de sus grandes maestros, como Spinoza. También hay que tener en cuenta la línea sufi o mística que impregna toda su obra.
A grandes rasgos, es posible referirse a dos etapas: una primera de mayor exteriorización y la siguiente de una interiorización más intensa, de una profundización en su propio mundo, en verdad ambos principios, exteriorización e interiorización se van a dar simultáneamente : “yo no soy sino tú”.

## Obras
Sus obras han sido traducidas a más de veinte idiomas: 
- Espíritus rebeldes (1903)
- La música (1905)
- Alas rotas (1912)
- Lágrimas y sonrisas (1914)
- La procesión (1918)
- El loco (1918)
- Los cortejos (1919)
- El precursor (1920)
- La tempestad (Entre noche y día) (1920)
- Maravillas y curiosidades (1923)
- El profeta (1923)
- Lázaro y su amada (1925)
- Arena y espuma (1926)
- Jesús, el Hijo del Hombre (1928)
- Los dioses de la tierra (1931)
- El vagabundo (1932)
- Entre noche y día
- El jardín del Profeta
- El maestro
- La voz del maestro

## Obras póstumas
- El vagabundo (1932)
- Ninfas del valle (1948)
- La voz del maestro (1959)
- Pensamientos y meditaciones (1961)
- Dichos espirituales (1963)
- Autorretrato (1960)

## Honores
- Espacio Gibrán Khalil Gibrán en el Municipio Chacao, Caracas, Venezuela. Inaugurado el 2 de febrero de 2013.[6]
- Monumento a Khalil Gibran en la ciudad balneario de Viña del Mar (Chile). Ubicado frente a la Playa Miramar (hoy llamada de Los Artistas) y enfrentando al Castillo Ross, en el bandejon central de la Avenida Marina. La colonia Árabe residente en Chile, ordenó e instaló en la década de los ochenta la estatua del poeta libanés Kalil Gibran, obra del escultor chileno Ricardo Santander Batalla.
- Escalera Khalil Gibran en Atha Ka'i, Concepción, Antioquia (Colombia) con hermosos fragmentos del libro "El Profeta".[7]